# تأثير الأسلحة
في علم النفس الاجتماعي، يشير تأثير الأسلحة إلى أن زيادة وجود أي سلاح أو من يصفونها أو تمثيلها بصريًا قد يؤدي إلى زيادة احتمالية حدوث سلوكيات عدوانية.

## الدعم

### العالم باندورا
أظهرت الدراسات التي أجراها العالم باندورا عام 1973 ارتباطًا قويًا بالأعمال العدوانية. إذ تعرض الأطفال الخاضعون للفحص في معمله لسلوكين مختلفين بشأن «دميته بوبو». وقد أظهر الأطفال الذين تعرضوا لسلوكيات عنيفة ردود أفعال تنطوي على نفس السلوكيات عندما تعرضوا لمرة واحدة للدمية بوبو. فكان هؤلاء الأطفال يضربون الدمية بالمطارق و«يتظاهرون» بإطلاق النيران من مسدساتهم على بوبو. أما الأطفال الذين تعرضوا لسلوك لطيف فقد كانت ردود أفعالهم مماثلة. فكان هؤلاء الأطفال يدفعون بوبو فقط ويضحكون.

### جامعة نورث كارولينا
تم إجراء دراسة في جامعة نورث كارولينا بمدينة جرينسبورو بالاستعانة بثمانية وأربعين طفلاً تم اختيارهم عشوائيًا، منهم 24 ولدًا و24 بنتًا ممن يعتبرون أسوياء نفسيًا. وتم إجراء الدراسة في معمل يتكون من حجرتي تجارب. وقدمت الحجرة الأولى مقطع فيديو لنموذج يقوم بتصرف عدواني أما الحجرة الثانية فقد احتوت على الدمية بوبو ومواد أخرى. وسيسمح الفيديو المعروض للطلاب بملاحظة سلوك النموذج الذي يقوم بهذا السلوك العدواني المعروض. وقد تم إجراء الاختبارات المختلفة على هؤلاء الأطفال باستخدام خمسة متغيرات مختلفة.
فلم يتعرض الأطفال أولاً لأي فيلم على الإطلاق. وهؤلاء الأطفال الذين لم يتعرضوا لأي فيلم تم إرسالهم إلى الحجرة الثانية بعد عشر دقائق. وبمجرد دخولهم إلى الحجرة أخبر الباحث الأطفال أن بإمكانهم اللعب بأي ألعاب يرغبون فيها. وبالنسبة لأول تجربة تم إجراؤها لم يتم عرض أي فيلم للأطفال وكانت الدمية بوبو في الحجرة «محدودة». ونعني بكلمة محدودة أن الدمية بوبو لم تكن تتحرك كثيرًا عند دفعها أو ضربها. وفي هذه الدراسة كان متوسط عدد الأطفال الذين لوحظ عليهم فترات فاصلة من الأعمال العدوانية القائمة على المحاكاة 0%، وكانت هذه الأعمال العدوانية تقاس على فترات فاصلة مدتها 5 ثوانٍ.
وخلال التجربة الثانية لم يتعرض الأطفال لأي فيديو مرة أخرى، ولكن بدلاً من أن تكون الدمية بوبو «محدودة» فقد كانت كاملة الوظائف، مما يعني أن الدمية كانت تتحرك بشكل طبيعي عند ضربها أو دفعها. وفي هذه الدراسة كان متوسط عدد الأطفال الذين أظهرت القياسات قيامهم بأعمال عدوانية قائمة على المحاكاة 10%.
أما في التجربة الثالثة فد تعرض الأطفال للفيلم، ولكن في بيئة محدودة. في هذه التجربة تم عرض الفيلم للأطفال ولكن الدمية بوبو التي كانت يتم ضربها كانت «محدودة». ومرة أخرى نكرر أن هذا يشير إلى أن الدمية لا تتحرك كثيرًا عند ضربها أو دفعها. وعند الانتقال بالأطفال إلى الحجرة الثانية تركت لهم الحرية ليلعبوا بأي ألعاب في الحجرة كما يشاؤون. وكانت الدمية بوبو في هذه الحجرة «محدودة»، تمامًا مثل التي شوهدت في الفيديو. وفي هذا الاختبار كانت نسبة الأطفال الذين عبروا عن أعمال عدوانية قائمة على المحاكاة 40%.
وفي التجربة الرابعة تعرض الأطفال لنفس الفيديو الخاص بضرب الدمية بوبو. وفي هذا الفيديو، تمامًا كما حدث في التجربة الرابعة، كانت الدمية «محدودة». تم إرسال الأطفال بعد ذلك إلى الحجرة الثانية للعب بأي ألعاب يجدونها مناسبة لهم. ورغم ذلك، كانت الدمية بوبو في هذه الحجرة كاملة الوظائف. في هذه التجربة كان متوسط الأعمال العدوانية القائمة على المحاكاة التي لوحظت على الأطفال 75% تقريبًا.

### الدليل الأولي
اقترح كل من ليونارد بيركوويتز وأنتوني ليباج تأثير الأسلحة في تجربتهما التي أجريت لتقييم العلاقة السببية بين الأسلحة النارية والدوافع العدوانية. في بيئة معملية خاضعة للتحكم، لجأ القائمون على التجارب إلى إثارة الغضب لدى نصف المشاركين بينما لم يحصل النصف الآخر من المشاركين على أي مسبب للغضب. وتم بعد ذلك وضع المشاركين في حجرة تحتوي على أسلحة نارية أو أشياء محايدة، مثل مضارب تنس الريشة، ثم تم إعطاؤهم الفرصة للتصرف بعدوانية من خلال إعطاء صدمات كهربائية لفرد آخر. وأظهرت التجارب أن المشاركين الذين أصيبوا بالغضب ممن تعرضوا لبندقية أو مسدس قاموا بإحداث قدر أكبر بشكل ملحوظ من الصدمات الكهربائية من المشاركين الذين أصيبوا بالغضب ممن تعرضوا لأشياء محايدة.

### الدليل اللاحق
أظهرت أبحاث أكثر حداثة أن الكلمات المرتبطة بالأسلحة، والمعروفة أيضًا باسم تأثير فتيل الأسلحة تزيد من احتمالية القيام باستجابات عدوانية يمكن أن تحدث من خلال سياق استخدام الأسلحة والاعتياد الفردي على الأسلحة. وهناك بحث آخر يقترح أن قدرة تأثير فتيل الأسلحة على التنبؤ بالسلوك العدواني تقل بين مختلف مستخدمي الأسلحة، وتوجد احتمالية مضاعفة لتأثيرات الأسلحة في المجتمعات التي تتوفر فيها الأسلحة بمستويات أقل.

## النقد

### الصحة الداخلية
إن المتغيرالمحير لمدى الاعتياد على الأسلحة والسياق تفرض تهديدًا على الصحة الداخلية للصيغة الأصلية لتأثير الأسلحة التي وضعها بيركوويتز وليباج. ومن ثم فإن القوة التعبيرية للصيغة الأصلية مقيدة بعوامل ديموغرافية معينة. هذا النقد لم تثبت صحته للبحث المقدم. فمن الواضح للغاية أن وجود الأسلحة يؤدي إلى زيادة الأفكار العدوانية لغير الصيادين، وجدير بالذكر أن معظم الأفراد في العينة من غير الصيادين. يوضح هذا البحث وجود وسيط، أي تجربة سابقة. برغم أي شيء، فإن وجود تأثير الأسلحة ومن ثم الصحة الداخلية لهذا التأثير ليس محلاً للتساؤل لأن الصيادين يستجيبون على نحو مختلف. في الواقع، فإن هذا يتناسب بدرجة كبيرة من نموذج الربط العصبي الإدراكي. وهذا يعني أنه إذا تعلم شخص ما أن يربط الأسلحة بالأنشطة غير العنيفة، فإن هذا الشخص بهذا يضعف القوة بين الارتباط الإدراكي للأسلحة والارتباطات الإدراكية للعنف والتأثير السلبي.
وتعتبر حقيقة الأسلحة في أنها تقوم بوظيفة دفاعية محير آخر محتمل يهدد الصحة الداخلية لتأثير الأسلحة. لا تتم حيازة الأسلحة فقط للأغراض العدوانية ولكن يمكن أيضًا استخدامها من أجل الدفاع عن النفس. ومرة أخرى نكرر أن هذا النقد لا يفحص الصحة الداخلية للدراسات الأصلية. ومن الواضح أن وجود مسدس يسبب تحول الشخص العادي غير الصياد ليصبح أكثر عدوانية. ربما يكون الصيادون هم الاستثناء لهذه القاعدة، ولكن هذا الاستثناء يتناسب بشدة مع شرح بيركوويتز لهذا التأثير.

### الصحة الخارجية
إن تأثير الأسلحة ينجح في إحداث دلالة في أي بيئة معملية، ولكن هذه النتائج غالبًا لا يمكن تعميمها على المجتمع. ومن ثم، فإن العديد من النقاد يصرفون النظر عن تأثير الأسلحة نتيجة لافتقاره إلى الصحة الخارجية. تقترح الأبحاث الأرشيفية أنه في المواقف التي يحتمل أن تنطوي على العنف، فإن وجود سلاح قد يقلل من احتمالية حدوث عنف فعلي نظرًا لأن السلاح يسمح لمن يحمله بفرض سيطرته على أي معتدٍ عنيف يواجهه. وهناك بحث أرشيفي آخر يشير إلى أن الأفراد الذين يتوقعون أن يصبحوا ضحايا في المستقبل أكثر احتمالية لحمل الأسلحة لأغراض الدفاع عن النفس. ومن ثم، فإن وجود سلاح يعمل كوسيلة حماية ضد العنف المستقبلي. بينما تقترح دراسة معنية بفحص تأثير الأسلحة أن وجود سلاح في الملاعب الرياضية أمر غير أخلاقي، فهناك دليل وبائي يقترح أنه «بعد البحث عن هذه الخصائص، اكتشفنا أن الاحتفاظ بمسدس في المنزل كان يرتبط بقوة وبشكل مستقل بزيادة خطر القتل (نسبة الاختلافات المعدلة، 2.7؛ الفترة الفاصلة للثقة 95 بالمائة، من 1.6 إلى 4.4)». إن مجرد وجود مسدس في المنزل قد يزيد من معدل القتل في هذا المنزل بنسبة 60%. وقد يرجع هذا إلى زيادة أفكار الاعتداء والعنف التي ارتبطت بمجرد وجود سلاح عنيف 